# Соколов, Олег Германович
Олег Ге́рманович Соколо́в (род. 5 октября 1936, Ленинград) — артист балета и педагог, солист балетной труппы театра им. С. М. Кирова в 1954—1976 годах. Заслуженный артист Дагестанской АССР (1968). Супруг артистки Ирины Генслер.

## Биография
Окончил Ленинградское хореографическое училище по классу Бориса Шаврова. В 1954—1976 годах работал в балетной труппе театра имени С. М. Кирова, был танцовщиком лирико-героического плана. 
В 1964—1966 и в 1986—1992 годах преподавал классический танец в Ленинградском хореографическом училище. В сезоне 1969/1970 годов работал в Каирском высшем балетном институте и в Германии. С 1992 года по 1997 год работал в балетной труппе Боннского театра под руководством Валерия Панова.

### Личная жизнь
Был женат на артистке балета Ирине Генслер.

## Репертуар
- Зигфрид — «Лебединое озеро»
- Солор — «Баядерка»
- Ферхад — «Легенда о любви»
- Дезире — «Спящая красавица»
- Альберт — «Жизель»
- Базиль — «Дон Кихот»
- Остап — «Тарас Бульба»
- Фрондосо — «Лауренсия»
- Вацлав — «Бахчисарайский фонтан»
- Юноша — «Шопениана»
- Гармодий и Мирмиллон — «Спартак»
- Осман  — «Горянка» (Государственная премия РСФСР, 1970).

### Первый исполнитель партий
- Сатир — «Спартак», 1956, балетмейстер Л. В. Якобсон
- Рыбак — «Берег надежды», 1959
- Юноша — «Ленинградская симфония», 1961
- Кино — «Жемчужина», 1965
- Добро — «Испанские миниатюры», 1967, балетмейстер Х. В. Гомес де Фонсеа
- Архонт — «Икар», 1974
- Юноша — «Ленинградская симфония»
- «Героический этюд» в балете «Скрябиниана» (Скрябин, этюд, op. 8, no. 12, dis-moll)

## Награды и звания
- 1968 —Заслуженный артист Дагестанской АССР (1968)
- 1970 — Государственная премия РСФСР имени М. И. Глинки (за роль в спектакле М. М. Кажлаева «Горянка», театр имени С. М. Кирова)